# Euproctidion rhodobaphes
Euproctidion rhodobaphes är en fjärilsart som beskrevs av Collenette 1931. Euproctidion rhodobaphes ingår i släktet Euproctidion och familjen tofsspinnare. Inga underarter finns listade i Catalogue of Life.